# Tushka
Tushka – miasto w Stanach Zjednoczonych, w stanie Oklahoma, w hrabstwie Atoka.